# Rüte (Schwende-Rüte)
Rüte (gsw. Rüüti) – miejscowość w gminie Schwende-Rüte w Szwajcarii, w kantonie Appenzell Innerrhoden. 31 grudnia 2020 liczyła 3752 mieszkańców. Do 30 kwietnia 2022 gmina (niem. Bezirk).